# Epiplema hians
Epiplema hians is een vlinder uit de familie van de uraniavlinders (Uraniidae). De wetenschappelijke naam van de soort is voor het eerst geldig gepubliceerd in 1876 door Felder & Rogenhofer.